# Personenlexika von Baader und Lipowsky

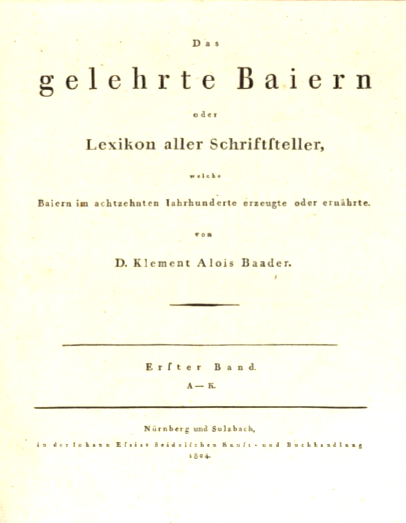
Das gelehrte Baiern (1804)

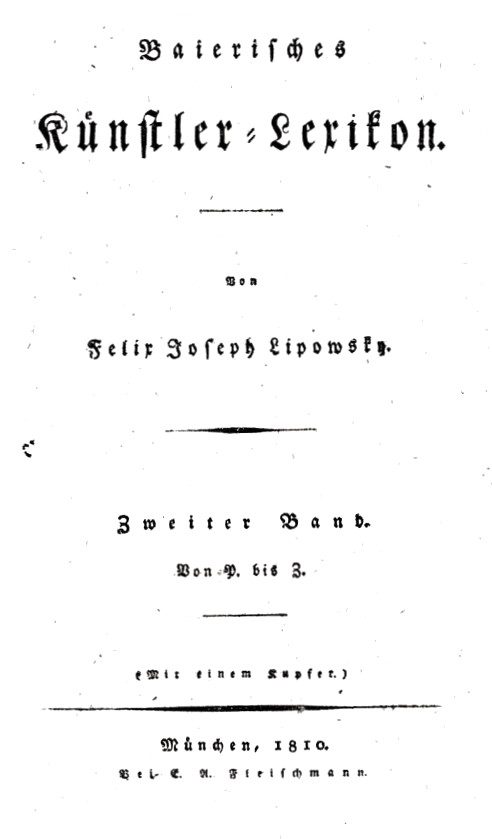
Baierisches Kuenstler-Lexikon (1810)

Die Personenlexika von Baader und Lipowsky sind historische biografische Nachschlagewerke über bedeutende bayerische Persönlichkeiten des 18. und 19. Jahrhunderts aus den Bereichen Kunst, Musik und Literatur.

## Inhalt, Autoren und Digitalisierung
Die unter dem Sammelbegriff Personenlexika von Baader und Lipowsky bekannten Nachschlagewerke enthalten Biografien bedeutender „baierischer“ Künstler, Musiker und Schriftsteller, die im 18. oder 19. Jahrhundert lebten. Die Lexika erschienen Anfang des 19. Jahrhunderts bei Verlagen in den süddeutschen Städten München, Nürnberg, Augsburg und Sulzbach sowie in Leipzig.
Sie umfassen ein zweibändiges Künstlerlexikon (1810) und ein Musikerlexikon (1811) von Felix Joseph von Lipowsky sowie ein Lexikon bayerischer Schriftsteller des 18. und 19. Jahrhunderts von Clemens Alois Baader, das zunächst 1804 in einem Band und in zweiter Auflage 1824/1825 in zwei Bänden jeweils in zwei Teilen erschien.
Die Lexika wurden vollständig gescannt und liegen auf der Website personenlexika.digitale-sammlungen.de digitalisiert vor. Die Personeneinträge wurden im Volltext in ihrer ursprünglichen Form ohne redaktionelle Korrekturen erfasst. Scans der einzelnen Seiten können angezeigt werden. Über den Index „Personen  A bis Z“ lassen sich alle eingetragenen Personen und über den Index „Orte A bis Z“ alle erwähnten Orte mit den zugehörigen Personen aufrufen.  

## Einzelbände und Ausgaben

### Felix Joseph Lipowsky
- Baierisches Kuenstler-Lexikon. Erster Band. Von A. bis O. Verlag E. A. Fleischmann, München 1810 (Digitalisat).
- Baierisches Kuenstler-Lexikon. Zweiter Band. Von P. bis Z. Verlag E. A. Fleischmann, München 1810 (Digitalisat).
- Baierisches Musiker-Lexikon. Jakob Giel, München 1811 (Digitalisat).

### Clemens Alois Baader
- Das gelehrte Baiern oder Lexikon aller Schriftsteller, welche Baiern im achtzehnten Iahrhunderte erzeugte oder ernährte. Erster Band. A–K. Verlag Iohann Esaias Seidel, Nürnberg, Sulzbach 1804 (Digitalisat).
- Lexikon verstorbener Baierischer Schriftsteller des achtzehenten und neunzehenten Jahrhunderts. Des Ersten Bandes Erster Theil. A–K. Jenisch und Stage, Augsburg, Leipzig 1824 (Digitalisat).
- Lexikon verstorbener Baierischer Schriftsteller des achtzehenten und neunzehenten Jahrhunderts. Des Ersten Bandes Zweiter Theil. M–Z. Jenisch und Stage, Augsburg, Leipzig 1824 (Digitalisat).
- Lexikon verstorbener Baierischer Schriftsteller des achtzehenten und neunzehenten Jahrhunderts. Des zweyten Bandes Erster Theil. A–P. Jenisch und Stage, Augsburg, Leipzig 1825 (Digitalisat).
- Lexikon verstorbener Baierischer Schriftsteller des achtzehenten und neunzehenten Jahrhunderts. Des zweyten Bandes Zweiter Theil. R–Z. Jenisch und Stage, Augsburg, Leipzig 1825 (Digitalisat).